# El Sacrificio, Jalisco
El Sacrificio är en ort i Mexiko.   Den ligger i kommunen Ixtlahuacán de los Membrillos och delstaten Jalisco, i den centrala delen av landet, 400 km väster om huvudstaden Mexico City. El Sacrificio ligger 1 531 meter över havet och antalet invånare är 212.
Terrängen runt El Sacrificio är kuperad söderut, men norrut är den platt. Runt El Sacrificio är det tätbefolkat, med 636 invånare per kvadratkilometer. Närmaste större samhälle är Chapala, 12,4 km söder om El Sacrificio. I omgivningarna runt El Sacrificio växer huvudsakligen savannskog.